# 三橋ひより
三橋 ひより（みつはし ひより）は、日本のAV女優。アーティカル所属。

## 略歴・人物
2009年に「千晴（ちはる）」（ツートッププロ（ロータスグループ）所属）としてAVデビュー。京都生まれの元舞妓との触れ込みから、そのことにちなんだサディスティックヴィレッジの作品には“現役舞妓 千秋”として出演している。
2010年中に現在の所属事務所・アーティカルに移籍し、「三橋ひより」に改名して活動している。

## 出演作品

### アダルトビデオ
「千晴」名義
- 手コキに青春を懸けた女子校生たち 私立笹緑○等学校 名門「発射部」 （2009年12月19日、SODクリエイト）…共演:あすかみみ、森谷みう、大崎若菜
- DANDY3周年 公式コンプリートエディション DANDYワケあり仕事集 （2009年12月19日、DANDY）…オムニバス作品 他出演:大槻ひびき、瀬奈涼、秋川ルイ ほか
- 新人タレント強制オ●ンコ営業 1 （2009年12月24日、サムシング）
- 文化系部活少女 日本舞踊部 千晴 （2009年12月25日、ラマ）
- 田舎から東京にやって来た 修学旅行生 2  （2010年1月7日、SODクリエイト）…共演:まいこ、ゆき、あき、しおり、あけみ ※「ちはる」名義
- 舞妓はんのSEX （2010年1月7日、サディスティックヴィレッジ）
- 風邪引いて動けない同僚に手を出したら火照り感じ始めた… （2010年1月27日、ナチュラルハイ）…オムニバス作品
- 図書館で声も出せず糸引くほど愛液が溢れ出す敏感娘 3 （2004年2月4日、ナチュラルハイ）…オムニバス作品 他出演:大槻ひびき、鈴仲いずみ ほか
- かなこ （2010年3月13日、無垢） ※「かなこ」名義
- 現役舞妓 黒人3Pファック! 電マ悶絶そして潮!潮!潮! （2010年7月23日、サディスティックヴィレッジ）
- 夜行バスで隣り合わせた田舎に帰省するうぶな娘を周りの乗客が寝ている間に痙攣するまで感じさせろ!! （2010年8月24日、ナチュラルハイ）…オムニバス作品
- 学校帰りに混浴露天風呂で遊ぶスクール水着○○生にフルチンを見せつけろ! （2010年8月24日、ナチュラルハイ）…共演:このは ほか
- 羞恥! 強制おもらしマシンパンツ 日本の伝統! 舞妓を野外調教したっ! 14 （2010年8月24日、サディスティックヴィレッジ） ※「千秋」名義

「三橋ひより」名義
- 夏色スパッツセックス! 4 （2010年9月24日、Athlete）
- いいなりちゃん 少女と猥褻遊戯 4 （2010年10月1日、桃太郎映像出版）…オムニバス作品 他出演:えみり、みちる、ゆあ、ひろ ※「ひより」名義
- ロリータ乱交中出し事件 〜太陽と月〜 （2010年10月8日、I.B.WORKS）…共演:早乙女りん、辻宮楓、高島寧音、直嶋あい、小野こゆき
- ザ・筆おろし 53 （2010年10月9日（レンタル） / 11月5日（セル）、クリスタル映像） 他出演:梅咲ほの香、千葉歩海、宮崎由麻、三浦由紀、山中えみ
- 学校では見せない桃尻美少女の本性 ひより （2010年10月13日、オーロラプロジェクト）
- スク水ライフ （2010年11月1日、ワンズファクトリー）
- 中●生修学旅行夜這い盗撮 二泊三日 修学旅行中に犯される中●生夜這い映像 （2010年11月12日、I.B.WORKS）オムニバス作品
- 極マシンバイブ拷問! 贄九 （2010年11月18日、サディスティックヴィレッジ） ※「千秋」名義

### イメージビデオ
- 京都舞妓遊戯（2010年12月24日、ビーエムドットスリー）共演:早乙女らぶ

### アダルトサイト
- 千晴 （フェチボクス2）
- g204 鈴木　千晴 （ガールズブルー）

## テレビ出演
- 警視庁継続捜査班 第1話「未解決事件〜連続殺人犯の告白」 （2010年7月22日放送、テレビ朝日）